# Петровка
Петровка е сорт ябълка с дребни, зелени и червени плодове, със специфичен аромат и сладко-кисел вкус. Името „Петровка“ се обяснява с това, че този сорт зрее рано през лятото и се поднася на традиционната трапеза на Петровден (29 юни). Ябълките от този сорт се наричат още и „ранозрейки“.